# 1903 a tudományban
Az 1903. év a tudományban és a technikában.

## Publikációk
- Konsztantyin Ciolkovszkij első jelentős műve egy orosz tudományos folyóiratban: A világűr felfedezése reaktív eszközökkel (Исследование мировых пространств реактивными приборами). Ebben írta le az első kozmikus sebesség fogalmát.

## Biológia
- Felfedezik a kromoszómákat mint az öröklődés egységeit

## Díjak
- Nobel-díjak
  - Fizikai Nobel-díj: Henri Becquerel, Pierre Curie, Marie Curie
  - Fiziológiai és orvostudományi Nobel-díj: Niels Ryberg Finsen
  - Kémiai Nobel-díj: Svante August Arrhenius

## Születések
- január 12. – Igor Vasziljevics Kurcsatov orosz, szovjet fizikus, a szovjet atomkutatás „generálisa” († 1960)
- január 27. – John Carew Eccles ausztrál neurofiziológus († 1997)
- február 2. – Bartel Leendert van der Waerden holland matematikus, a Van der Waerden-tétel névadója († 1996)
- február 22. – Frank Plumpton Ramsey brit matematikus († 1930)
- március 24. – Adolf Butenandt (megosztott) Nobel-díjas német vegyész († 1995)
- április 9. – Gregory Pincus amerikai biológus, kutató († 1967)
- április 25. – Andrej Nyikolajevics Kolmogorov szovjet matematikus; előremutató volt munkássága többek között a valószínűségszámítás, a topológia, a turbulencia területén († 1987)
- május 2. – Benjamin Spock amerikai gyermekorvos és szakíró († 1998)
- június 14. – Alonzo Church amerikai matematikus és logikus († 1995)
- július 6. – Hugo Theorell (megosztott) Nobel-díjas svéd biokémikus († 1982)
- augusztus 7. – Louis Leakey kenyai régész, antropológus és természettudós († 1972)
- október 5. – M. King Hubbert amerikai geológus, geofizikus († 1989)
- november 7. – Konrad Lorenz osztrák zoológus, ornitológus, az úgynevezett klasszikus összehasonlító magatartáskutatás úttörője († 1989)
- november 27. – Lars Onsager Nobel-díjas norvég fiziko-kémikus († 1976)
- december 19. – George D. Snell Nobel-díjas (megosztva) amerikai genetikus, immunológus († 1996)
- december 28. – Neumann János magyar születésű matematikus. Kvantummechanikai elméleti kutatásai mellett a digitális számítógép elvi alapjainak lefektetésével vált ismertté († 1957).

## Halálozások
- április 28. – Josiah Willard Gibbs elméleti fizikus, kémikus (* 1839)
- október 7. – Rudolf Lipschitz német matematikus (* 1832)